# محمد علي الخفاجي
محمد علي الخفاجي (1942 - 2012) هو شاعرٌ وكاتبٌ مسرحيٌّ عراقي، يُعدُّ من أُدباء الشعر العربي في العصر الحديث، ولد في مدينة كربلاء، وتخرج في مدارسها، وحصل على شهادة البكالوريوس في اللغة العربية وآدابها من كلية التربية بجامعة بغداد عام 1965.

## حياتهُ
نشأ في كنف أبيهِ ونهل من أخلاقهِ وترعرع في أحضان مدينة كربلاء المقدسة يغترف منها مختلف العلوم ولاسيما الأدب العربي، فأكمل دراسته الابتدائية والثانوية فيها، وحصل على شهادة البكلوريوس من كلية التربية بجامعة بغداد عام 1965. والتقى تلك المدّة بالشاعرة العراقية نازك الملائكة التي أولته رعايةً خاصّة، حيث كانت تُفرد لهُ ساعةً من كل اسبوع، واستمرت بذلك لأكثر من سنتين ونصف، ظهرت موهبته منذ صغره، إذ نظم أول قصيدة لهُ وهو في سن التاسعة (في المرحلة الابتدائية)، وممّا ساعد على هذا الأمر موهبته الشعرية، فضلاً عن قراءته الشعر العربي، ولما اشتدَّ عوده أصبح من الشعراء المعروفين على مستوى المحافظة، إذ كان الشاعر الأول في مرحلة المتوسطة والاعدادية، بدأ الشاعر ينظم القصيدة العمودية فأبدع فيها، إلا أنه كان ميّالاً إلى الشعر الحر فنظم فيه أيضاً.

## عملهُ
امتهن الخفاجي مهنة التدريس والصحافة وترأس تحرير مجلة المورد، وحصلت أعماله الأدبية على العديد من الجوائز، وتُرجم العديد منها إلى اللغات الإنكليزية والكردية والتركية والفرنسية. حيث فازت مسرحيته (ثانية يجيء الحسين) بجائزة المسرح العراقي، وجائزة الجامعة العربية، ودخلت ضمن المنهاج الدراسي للمرحلتين المتوسطة والإعدادية في العراق.
كما فازت مسرحيتهُ (أبو ذر يصعدُ معراجَ الرفض) بجائزة اليونسكو عام 1980، وأدخلت في المنهاج الدراسيّ في الجزائر.
وفازت مسرحيته الشعريّة (وأدرك شهرزاد الصباح) بـ(جائزة المسرح العراقيّ) عام 1973.
وحازت مسرحيته (حين يتعب الراقصون ترقص القاعة) بجائزة (اتحاد الكتّاب المغاربة) عام 1974.
وفازت مسرحيته (ذهب ليقود الحلم - مسلم بن عقيل) على جائزة الشارقة.

## شعرهُ
غلب على شعره التأثير الكبير لمدينته وطقوسها العاشورائية التي تغلغلت في ذاكرتهِ وبقيت مادة يستمدُّ منها إبداعه، حيث إن المعروف عن مدينة كربلاء العراقية أنها مقدسة لدى الشيعة ومتميزة عن باقي مدن العراق، ويقول الخفاجي في إحدى لقاءاته:

## أعمالهُ
لەُ مؤلفات عديدة في النثر الأدبي، لاسيّما في الشعر المسرحي، حازت معظمها علی عدة جوائز علی مستوى العراق والعالم العربي وترجمت بعضٌ من أعمالهِ إلى الإنجليزية والألمانية والفرنسية والكردية والتركية، من بينها:

### مسرحيات:
- وأدرك شهرزاد الصباح عام 1972
- الديك النشيط عام 2002
- حينما يتعب الراقصون ترقص القاعة عام 1973
- ذهب ليقود الحلم عام 2000
- ثانية يجيء الحسين (عليه السلام) عام 1968
- أبو ذر يصعد معراج الرفض عام 1981
- أحدهم يسلم القدس الليلة
- حرية بكف صغير
- نوح لا يركب السفينة
- جائزة الرأس
- ذهب ليقود الحلم ــ مسلم بن عقيل

### الأوبرا:
- سنمار
- الحسين

### ولە دواوين شعرية، منها:
- شباب وسراب
- مهراً لعينيها
- لو ينطق النابالم
- يحدث بالقرب منا
- لم يأت أمس سأقابله الليلة عام 1975
- أنا وهواك خلف الباب عام 1972
- الهامش يتقدم عام 2009
- البقاء في البياض أبداً

## وفاتهُ
توفّي الخفاجي في كربلاء وشُيِّع من مقر اتحاد الأدباء فيها - حسب وصيته - إلى مثواه الأخير.